# Кайзерс
Кайзерс (нім. Kaisers) —  громада округу Ройтте у землі Тіроль, Австрія.
Кайзерс лежить на висоті 1518 м над рівнем моря і займає площу 74,5 км². Громада налічує 70 мешканців.
Густота населення 1/км².
|                                  |
| Кайзерс на мапі округу та землі. |

 Адреса управління громади: Nr. 13, 6655 Kaisers.